# Gallia christiana
Gallia christiana è un'opera di erudizione storica di cui si sono avute differenti edizioni dal XVII al XIX secolo, contenente dati relativi a tutte le diocesi cattoliche e a tutti i monasteri della Francia, divisi per province.

## Storia editoriale

### Inizi
L'opera fu iniziata da Claude Robert, un sacerdote della diocesi di Langres, che ne pubblicò una prima edizione nel 1626 con l'approvazione del Baronio. Robert era stato preceduto da Jean Chenu, un avvocato al Parlamento di Parigi, il quale nel 1621 aveva pubblicato una Archiepiscoporum et episcoporum Galliae chronologica historia (Storia cronologica dei vescovi e degli arcivescovi della Gallia); nell'opera di Chenu tuttavia mancavano un terzo delle diocesi francesi e la successione episcopale era molto incompleta. Robert invece, oltre ad aver inserito anche un gran numero di chiese al di fuori della Gallia, forniva una breve storia delle sedi metropolitane, delle cattedrali e delle abbazie oltre a fornire dati biografici su vescovi, abati e badesse.

### I Samarthani
In seguito Robert fece fare un considerevole rimaneggiamento dell'opera dai fratelli Scévole II e Louis de Sainte-Marthe, storiografi del re di Francia. L'impresa fu infine portata a termine dai tre figli di Scévole II (Pierre, Abel e Nicole-Charles) con una edizione in quattro volumi, il primo dedicato alle arcidiocesi, il secondo e il terzo alle diocesi, e il quarto alle abbazie, tutte le voci in ordine alfabetico. Venne progettata una seconda edizione corretta e ampliata, ma non poté andare a buon fine.

### Revisione dei Maurini
Fu un altro membro della famiglia Sainte-Marthe, Denis de Sainte-Marthe (1650–1725), benedettino, superiore generale dei Maurini, a curare dal 1710 una nuova opera sul Cristianesimo in Francia; i volumi della nuova opera, molto più grandi nelle dimensioni e di contenuto assolutamente nuovo, si chiamarono anch'essi Gallia christiana. Denis de Sainte-Marthe ne curò tre volumi (1715-1725); l'opera fu proseguita dai suoi colleghi di San Mauro. Alla vigilia della rivoluzione francese erano stati pubblicati i seguenti volumi:
- Volume 1, 1715: province di Albi, Aix, Arles, Avignone e Auch.
- Volume 2, 1720: province di Bourges e Bordeaux.
- Volume 3, 1725: province di Cambrai, Cologne ed Embrun.
- Volume 4, 1728: provincia di Lione.
- Volume 5, 1731: province di Malines e di Mayence.
- Volume 6, 1739: provincia di Narbonne.
- Volume 7, 1744: provincia di Parigi e diocesi suffraganee.
- Volume 8, 1744: provincia di Paris e diocesi suffraganee (seguito)
- Volume 9, 1751: provincia di Reims.
- Volume 10, 1751: provincia di Reims (seguito).
- Volume 11, 1759: provincia di Rouen.
- Volume 12, 1771: province di Sens e Tarentaise.
- Volume 13, 1785: province di Tolosa e di Trêves.

Con la rivoluzione francese, l'ordine dei Maurini fu soppresso (1790) e Ambroise-Augustin Chevreux, l'ultimo generale della congregazione, fu addirittura giustiziato assieme a quaranta confratelli (1792). Cessava in tal modo l'attività culturale che aveva dato origine fra l'altro a Gallia christiana

### Completamento dell'opera
Al termine dell'attività dei Maurini Gallia christiana era composta di 13 volumi; mancavano i volumi relativi alle province di Tours, Besançon, Vienne e Utrecht. Per le prime tre province i Maurini avevano previsto tre volumi. L'opera fu infine ripresa alcuni decenni dopo da Jean-Barthélemy Hauréau il quale fra il 1856 e il 1870 pubblicò i tre volumi mancanti, in lingua latina come i precedenti:
- Volume 14, 1856: provincia di Tours.
- Volume 15, 1860: provincia di Besançon.
- Volume 16, 1865: provincia di Vienne.

Rimase fuori la provincia di Utrecht, la cui voce compare nel Bullarium trajectense di Gisbert Brom, che copre il periodo dal 1378 al 1890 circa

### Aggiornamenti successivi

#### La France Pontificale
Attorno al 1867 circa Honoré Fisquet intraprese la pubblicazione di una storia episcopale della Francia intitolata La France Pontificale, in cui, per i primi periodi, utilizzò la Gallia christiana, aggiornata tuttavia fino ai tempi moderni; ne furono pubblicati ventidue volumi.
Volumi online
Chartres
Bordeaux
Digne e Riez
Sisteron, Senez e Glandèves
Gap
Lione
Béziers, Lodève e Saint-Pons-de-Thomières
Maguelone, Montpellier e Agde
Parigi 1
Parigi 2
Bayeux e Lisieux
Nevers e Betlemme
Sens e Auxerre
Evreux e Séez
Aix, Arles e Embrun (1º parte)
Aix, Arles e Embrun (2º parte)
Reims, Soissons e Laon
Rouen
Troyes e Moulins
Cambrai

#### Gallia christiana novissima
Infine, sul finire del XIX secolo il canonico Albanès progettò una edizione completa rivista e aggiornata di Gallia Christiana, in cui a ogni provincia ecclesiastica fosse riservato volume. Albanès fu uno dei primi studiosi a fare ricerche sistematiche nelle biblioteche Lateranense e Vaticana, nella speranza di poter avere dati certi su alcune diocesi ipotetiche o per colmare le lacune esistenti nelle precedenti edizioni, ma morì nel 1897, prima della stampa del primo volume. Grazie ai suoi appunti il canonico Ulysse Chevalier poté compilare tre volumi di questa "Gallia Christiana (Novissima)", in lingua francese, relativa alle province di Arles, Aix, e Marsiglia.